# 아놀드쥐여우원숭이
아놀드쥐여우원숭이 또는 암브레산악쥐여우원숭이(Microcebus arnholdi)는 마다가스카르섬이 원 서식지인 쥐여우원숭이의 일종이다. 이 종의 정기준(正基準) 표본은 2005년 11월 27일에 처음 수집되었고, 2008년에 처음 등재되었다. 유전학적 검사 결과에 의하면, 이 종은 유전적으로 가장 가까운 자매 분류인 삼비라노쥐여우원숭이(M. sambiranensis)와 구별된다.
중간 크기의 쥐여우원숭이로, 몸무게는 약 49.7g, 몸 길이는 8.1 cm, 꼬리 길이는 12.9cm정도이다. 마다가스카르섬 북부의 암브레 산악 국립 공원의 습기가 많은 저산대 운무림에서 발견된다.